# Xylopia richardii
Xylopia richardii är en kirimojaväxtart som beskrevs av Louis Hyacinthe Boivin och Henri Ernest Baillon. Xylopia richardii ingår i släktet Xylopia och familjen kirimojaväxter. IUCN kategoriserar arten globalt som sårbar. Inga underarter finns listade i Catalogue of Life.